# Una cierta sonrisa
Una cierta sonrisa (en inglés, A Certain Smile) es una película dramática estadounidense de 1958 dirigida por  Jean Negulesco y protagonizada por Rossano Brazzi y Joan Fontaine.

## Argumento
En París, la joven Dominique estudia derecho en La Sorbona en compañía de su prometido Bertrand. Pero se siente atraída por su tío Luc, un seductor cuarentón ya casado con la muy distinguida Françoise que finge ignorar las numerosas aventuras extraconyugales de Luc.

## Reparto
- Rossano Brazzi: Luc Ferrand
- Joan Fontaine: Françoise Ferrand
- Christine Carrère: Dominique Vallon
- Bradford Dillman: Bertrand Griot
- Eduard Franz: Monsieur Vallon
- Katherine Locke: Madame Vallon
- Kathryn Givney: Madame Griot
- Steven Geray: Denis
- Johnny Mathis: él mismo

## Producción
Esta fue la segunda adaptación estadounidense de una novela de Françoise Sagan después de Bonjour tristesse estrenada en marzo de ese mismo año. Hay un vínculo entre las dos películas: Al comienzo de Bonjour tristesse, David Niven hojea un número de Elle donde se ve la foto de Christine Carrère a la portada de la revista. Se sabe ya en 1957 que la actriz formaría parte del casting de la película que se rodará a comienzos de 1958.
Mientras la novela de Sagan se acaba con las relaciones amorosas que la heroína «Dominique» continua manteniendo con su novio y su tío, la productora Twentieth Century Fox modificó el final de la película para evitar problemas de censura con la PCA (Production Code Administration) según un artículo aparecido en LA Mirror-News.

## Acogida por la crítica
- A Certain Smile fue mejor recibida que Bonjour tristesse por la crítica estadounidense. La revista Variety loa la realización de Jean Negulesco:

La película está bien dirigida, razonable, y magníficamente fotografiada. Al haber suavizado los aspectos amorales de la historia, productor y realizador han decidido aparentemente privilegiar la estética. Para eso, la película abunda en imágenes seductoras de la Costa Blava que, fotografiada bajo todos los ángulos posibles, pone idealmente en valor las escenas románticas entre Rossano Brazzi y Christine Carrère. Las escenas en las calles de París son igualmente atrayentes gracias a su animación

. Variety felicita igualmente la interpretación, escribiendo que 

Christine Carrère es encantadora y pequeña, llevando justo lo que necesita de oscuridad su buen personaje. El novio, interpretado por Bradford Dillman es de una belleza no convencional y perfecto en un papel irritante. Rossano Brazzi es un europeo empalagoso, y su mujer Joan Fontaine sufre tal y como le exige el guion

. Pero la historia del cine seguirá primando la adaptación de Bonjour tristesse dirigida por Otto Preminger

## Premios y distinciones
Premios Óscar
| Año  | Categoría                               | Persona                                            | Resultado |
| ---- | --------------------------------------- | -------------------------------------------------- | --------- |
| 1959 | Anexo:Óscar a la mejor canción original | Sammy Fain y Paul Francis Webster                  | Nominados |
| 1959 | Óscar a la mejor dirección artística    | Lyle Wheeler, John DeCuir, Walter Scott y Paul Fox | Nominados |
| 1959 | Óscar al mejor diseño de vestuario      | Charles LeMaire y Mary Wills                       | Nominados |